# Blanktjärnen (Laxsjö socken, Jämtland)
Blanktjärnen är en sjö i Krokoms kommun i Jämtland och ingår i Indalsälvens huvudavrinningsområde.